# Gyda Christensen
Gyda Martha Kristine Andersen, coniugata Christensen (Christiania, 21 maggio 1872 – Oslo, 20 agosto 1964) è stata un'attrice teatrale, ballerina, coreografa, regista e direttrice artistica norvegese.

## Biografia
Unica figlia di Ole Andersen and Cathrine Saabye, nacque nell'odierna Oslo nel 1872 e cominciò a studiare musica durante l'adolescenza. 
Fece parte della compagnia del Kristiania Theatre dal 1894 al 1899 e poi i nuovo dal 1920 al 1928, dopo una parentesi ventennale trascorsa con il Nationaltheatret tra il 1899 e il 1919. Insieme al coreografo russo Ivan Tarasoff, ebbe il merito di arricchiere il repertorio ballettistico della compagnia del Teatro Nazionale tra il 1914 e il 1917. Dopo il ritiro alle scene diresse il Det Nye Teater dal 1928 al 1945 e il Nationaltheatret dal 1936 al 1939. Nel 1937 co-diresse con il genero Tancred Ibsen il film To levende og en død.
Fu sposata tre volte: con l'ingegnere Georg Monrad Krohn, con il regista Halfdan Christensen e, dopo il secondo divorzio nel 1922, con il politico Carl Joachim Hambro. Dal primo marito ebbe la figlia Lillebil.
Morì nella natia Oslo nel 1964 all'età di 92 anni.

## Filmografia
- To levende og en død (1937)